# Schiedungen

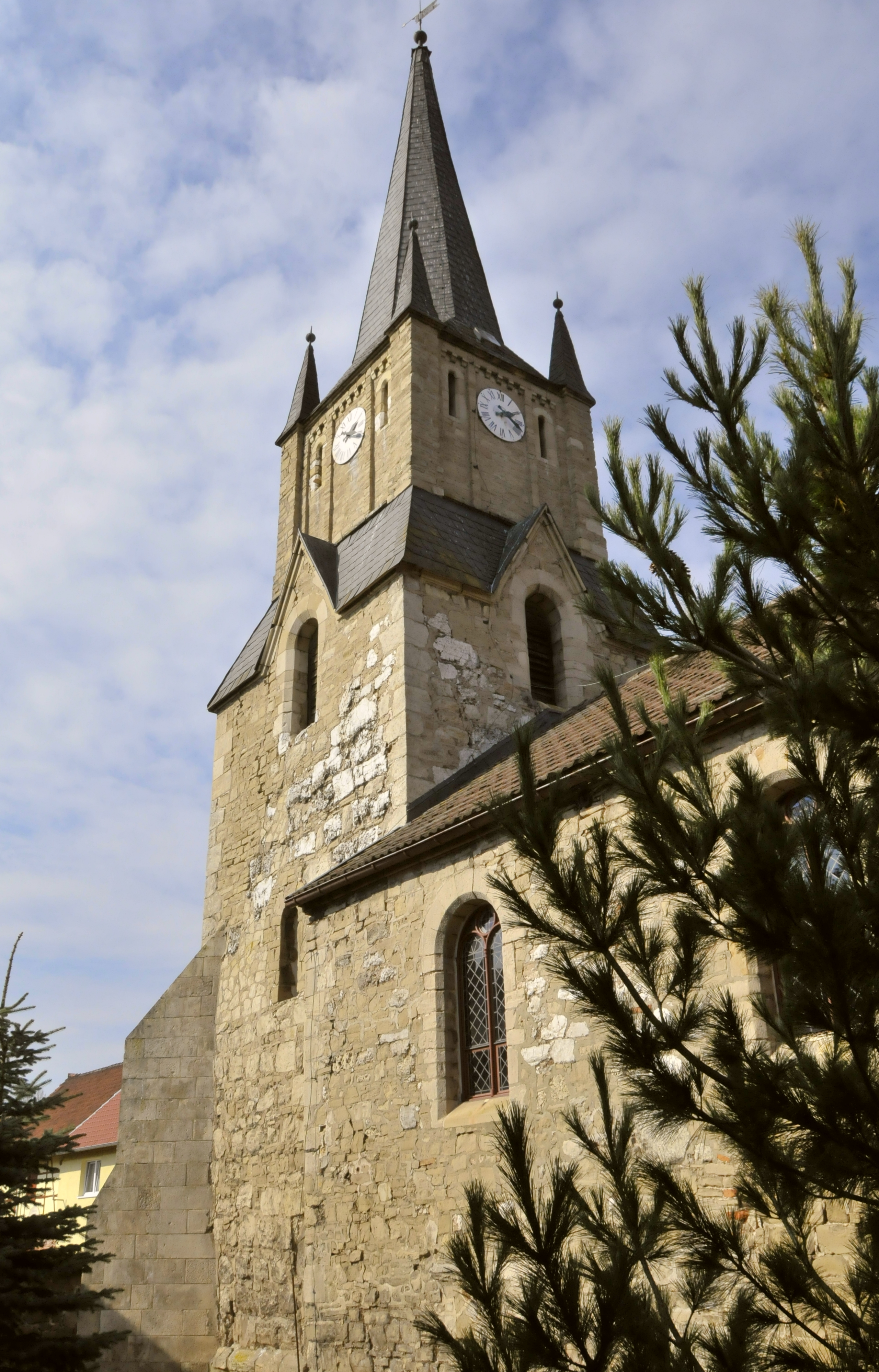
Dorfkirche zum hl. Geist

Schiedungen, mit dem dazugehörigen Gehöft Pfaffenstock, ist ein Ortsteil von Hohenstein im Landkreis Nordhausen in Thüringen.

## Lage und Infrastruktur
Schiedungen ist der südlichste Ortsteil der Gemeinde Hohenstein. Die Gemarkung grenzt noch an den Vorharz. Das Gelände ist aber auch noch kupiert. Der Ortsteil liegt an der oberen Helme und ist mit Wiesen, Feldern, etwas Wald und dem Wasserspeicher Schiedungen umgeben. Der Wasserspeicher wird von der Helme gespeist, die an seinem Westende in 204,4 m ü. NN einmündet. Wenn der Speicher voll gefüllt ist, fließt die Helme südlich am See vorbei. Das Gewässer hat eine Fläche von etwa 28,5 ha, der Damm an seinem Ostende, über den die L 1034 führt, hat eine Länge von 150 m in Nord-Süd-Ausrichtung. Der See dient heute der Karpfenzucht. Die Ohe mündet am südwestlichen Ortsrand in die Helme. Von Norden fließt aus Limlingerode kommend die Sete nach Schiedungen, sie mündet einige Meter östlich der Bebauungsgrenze in die Helme. Wenige Meter südlich des Speichers Schiedungen befindet sich ein kleiner Erdfall, Klusfleck genannt.
Das Dorf hat drei Anschlussmöglichkeiten an die Landesstraßen 1034, 2062 und 2064.
Das ehemalige Schulhaus dient heute als Dorfgemeinschaftshaus.

## Geschichte
Zwischen 1193 und 1212 wurde der Ortsteil Schiedungen erstmals urkundlich erwähnt. Die Schreibweisen reichen dabei von Scidungen und Scedungen über Schiedingen zu Scheydungen. Nach dem Dorf benannte sich eine Familie und die Stifte Jechaburg und Walkenried besaßen hier Zinsgüter. Die heutige evangelische Dorfkirche Dorfkirche Zum Heiligen Geist ist ein neoromanischer Kirchenbau von 1859 unter Einbeziehung älterer Bausubstanz. Die Kirche ist romanischen Ursprungs und war Ende des 19. Jahrhunderts eine Filiale von Etzelsrode. Im Jahre 2005 wurde sie zuletzt saniert.
Die Besitzer des Gutes wechselten häufig, dazu zählten unter anderen die Grafen von Klettenberg. Die Bewohner waren Tagelöhner, Leineweber und Handwerker. Die Ländereien wurden zwischen 1913 und 1923 versteigert. Durch die Bodenreformen nach 1945 entstanden Neubauerngehöfte, Kleinbauernschaften und eine LPG. Deren Nachfolger ist die APEX Bäuerliche AG mit Hauptsitz in Schiedungen. Die Wirtschaftsgebäude sowie die zu bewirtschaftenden Flächen sind über die Gemeinde Hohenstein verteilt.
Die einstmals eigenständige Gemeinde Schiedungen gehörte von 1991 bis 1996 der Verwaltungsgemeinschaft Grenzland an. Mit der Auflösung dieser am 17. Oktober 1996 wurden die Mitgliedsgemeinden zur Gemeinde Hohenstein zusammengeschlossen. Ende 2021 lebten 162 Einwohner im Ortsteil.

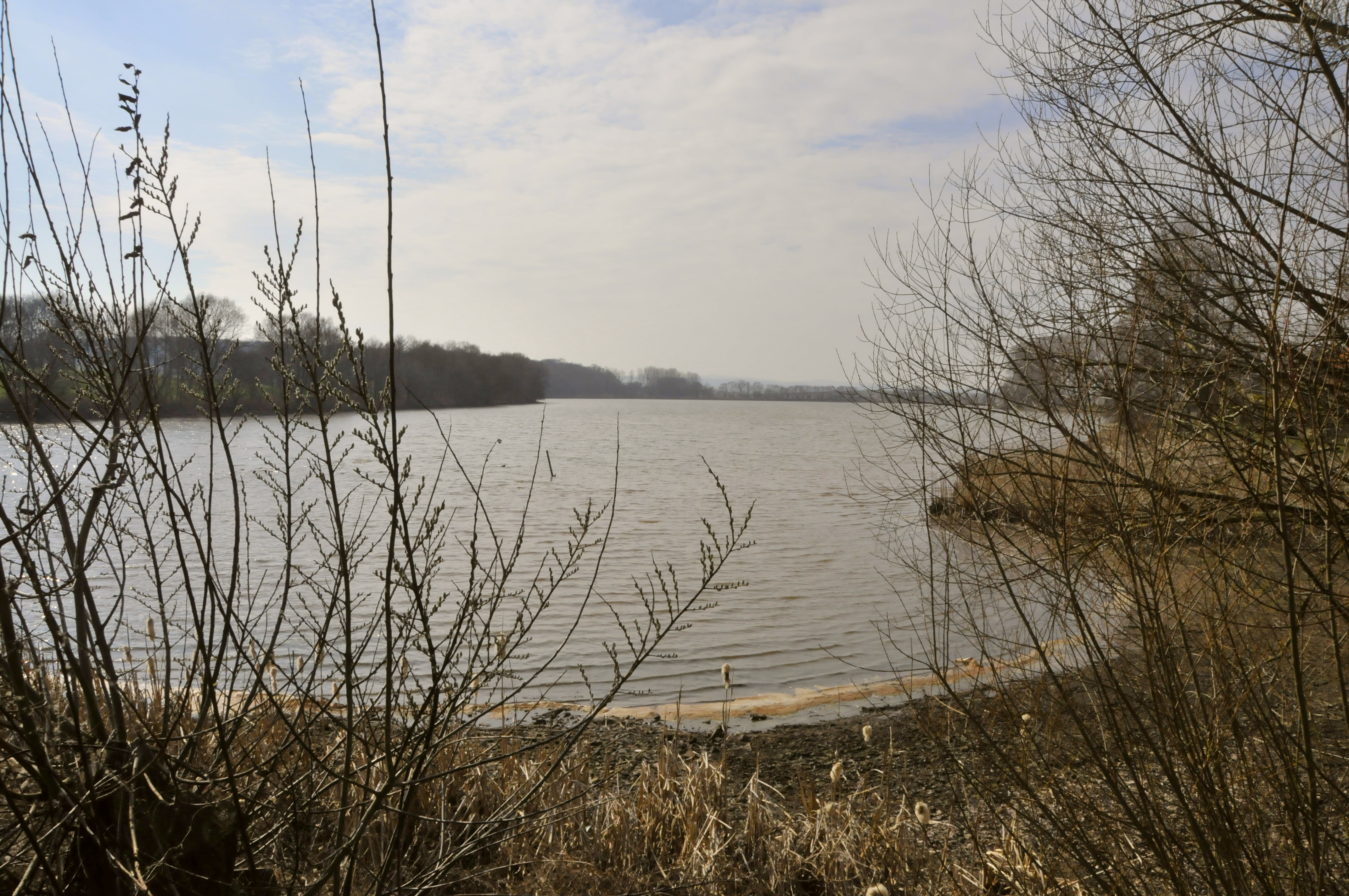
Speicher
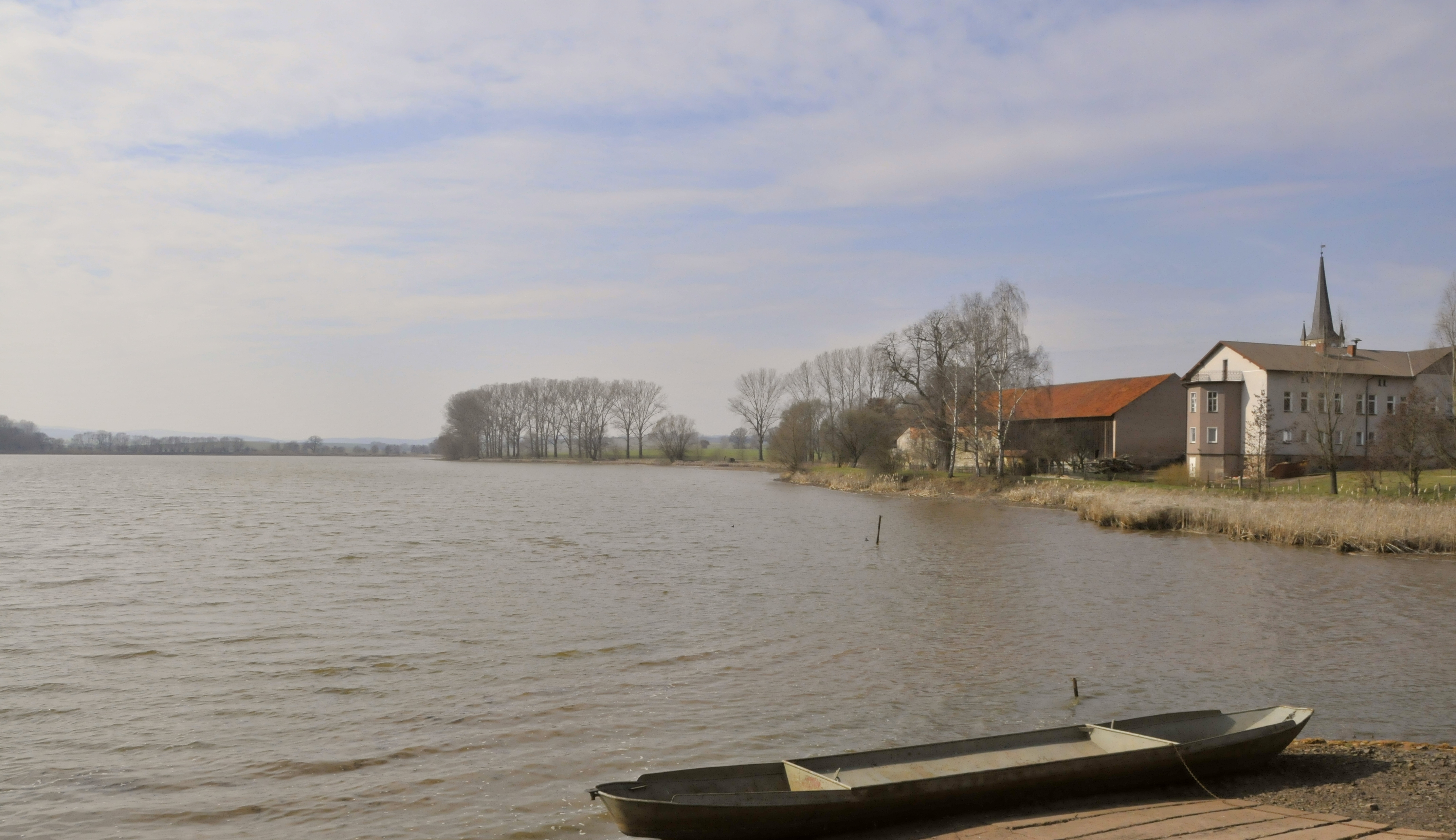
Speicher
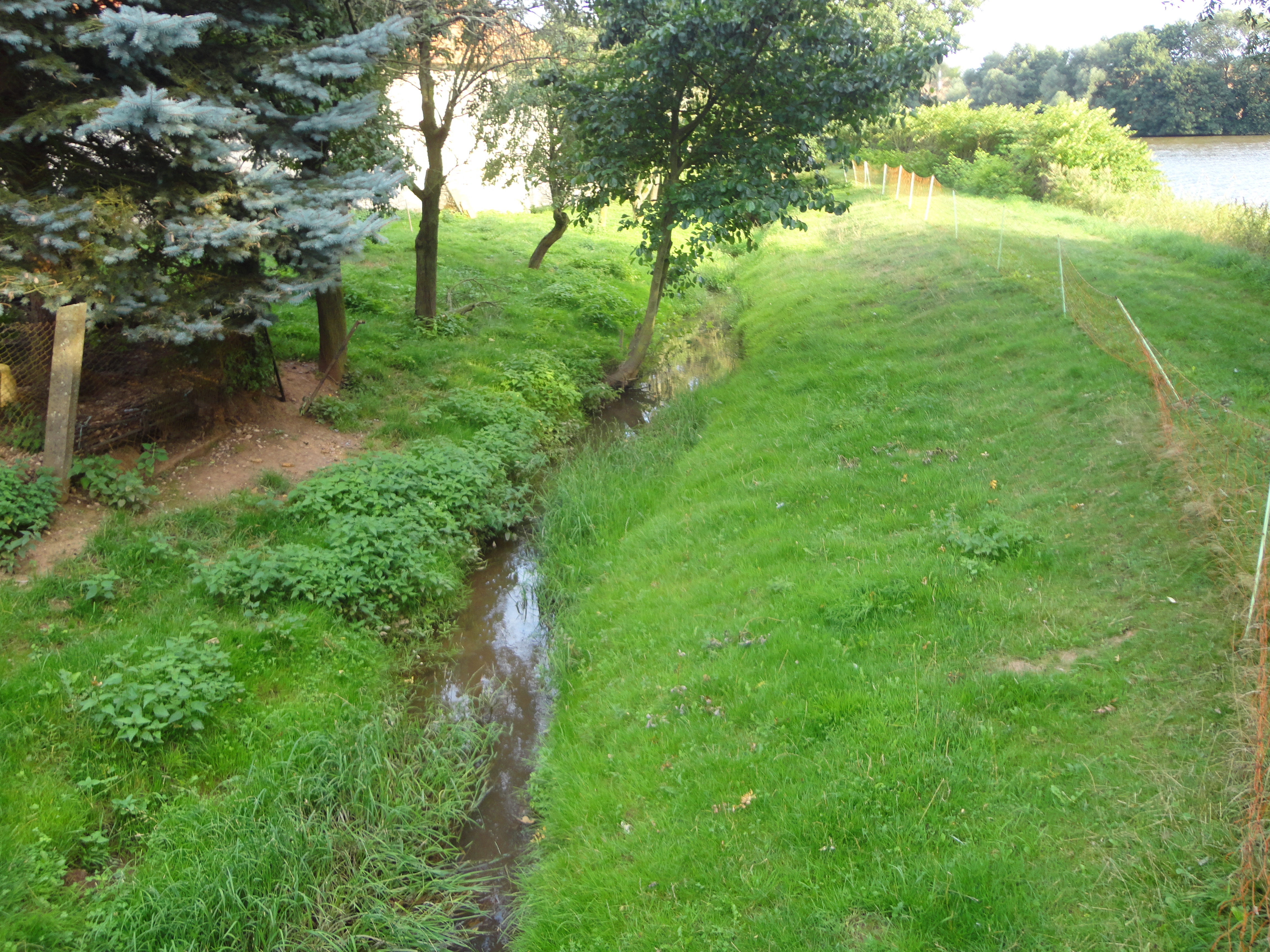
Die Sete am Speicher
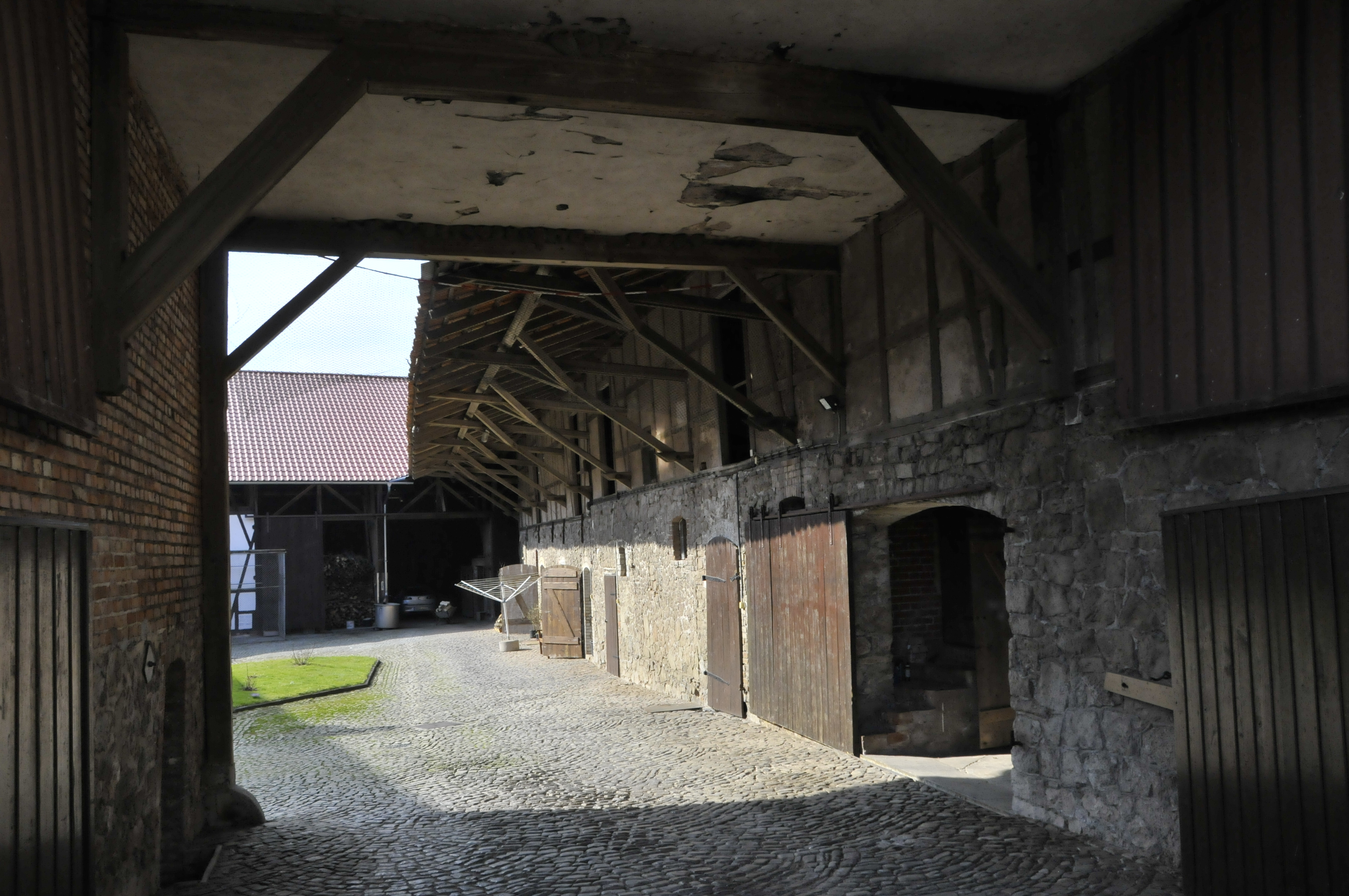
Blick in einen Bauernhof

## Sekundärliteratur
- Julius Schmidt (Bearb.): Beschreibende Darstellung der älteren Bau- und Kunstdenkmäler des Kreises Grafschaft Hohenstein (= Beschreibende Darstellung der älteren Bau- und Kunstdenkmäler der Provinz Sachsen und angrenzender Gebiete, XII. Heft), hg. von der Historischen Commission der Provinz Sachsen, Otto Hendel: Halle/Saale 1889, S. 155f.